# Courtemaux
Courtemaux ist eine französische Gemeinde mit 263 Einwohnern (Stand 1. Januar 2022) im Département Loiret in der Region Centre-Val de Loire. Sie gehört zum Arrondissement Montargis und zum Gemeindeverband Cléry, Betz et l’Ouanne. Die Bewohner nennen sich Courtemaliens.

## Geografie
Die Gemeinde Courtemaux liegt im Osten der Landschaft Gâtinais zwischen den Städten Montargis und Sens, etwa 110 Kilometer südlich von Paris.
Die angrenzenden Gemeinden sind Mérinville im Norden, Ervauville im Nordosten, Chantecoq im Osten, Chuelles (Berührungspunkt) und La Selle-en-Hermoy im Süden, Thorailles im Südwesten, Louzouer im Westen sowie La Selle-sur-le-Bied im Nordwesten.
Der Fluss Cléry durchquert das 12,19 km² umfassende Gemeindegebiet in Ost-West-Richtung. Das Flusstal der Cléry weist Auwaldbestände auf; der größte Teil des Gemeindeareals besteht aus Ackerflächen.
Zu Courtemaux gehören die Ortsteile Le Point du Jour, Les Hauts de Chantecoq, Les Gobets und Les Chopilles sowie einige Bauernhöfe und Weiler. Einer dieser kleinen Weiler im Westen der Gemeinde trug bis 2014 den ungewöhnlichen Namen La Mort aux Juifs.

## Geschichte
Die Geschichte ist fast unerforscht. Es ist nur eine Urkunde bekannt, in der Karl der Kahle, Herrscher des Westfrankenreichs, im Jahr 843 seinen „curtem Hermoldi“ verschenkt (Regesta Imperii I,2,1 Nr. 350). 1793 hieß die Gemeinde noch Courtemault.

### Bevölkerungsentwicklung
| Jahr      | 1962 | 1968 | 1975 | 1982 | 1990 | 1999 | 2010 | 2021 |
| --------- | ---- | ---- | ---- | ---- | ---- | ---- | ---- | ---- |
| Einwohner | 300  | 245  | 198  | 192  | 215  | 221  | 289  | 262  |

Im Jahr 1856 wurde mit 515 Bewohnern die bisher höchste Einwohnerzahl ermittelt. Die Zahlen basieren auf den Daten von cassini.ehess und INSEE.

## Sehenswürdigkeiten

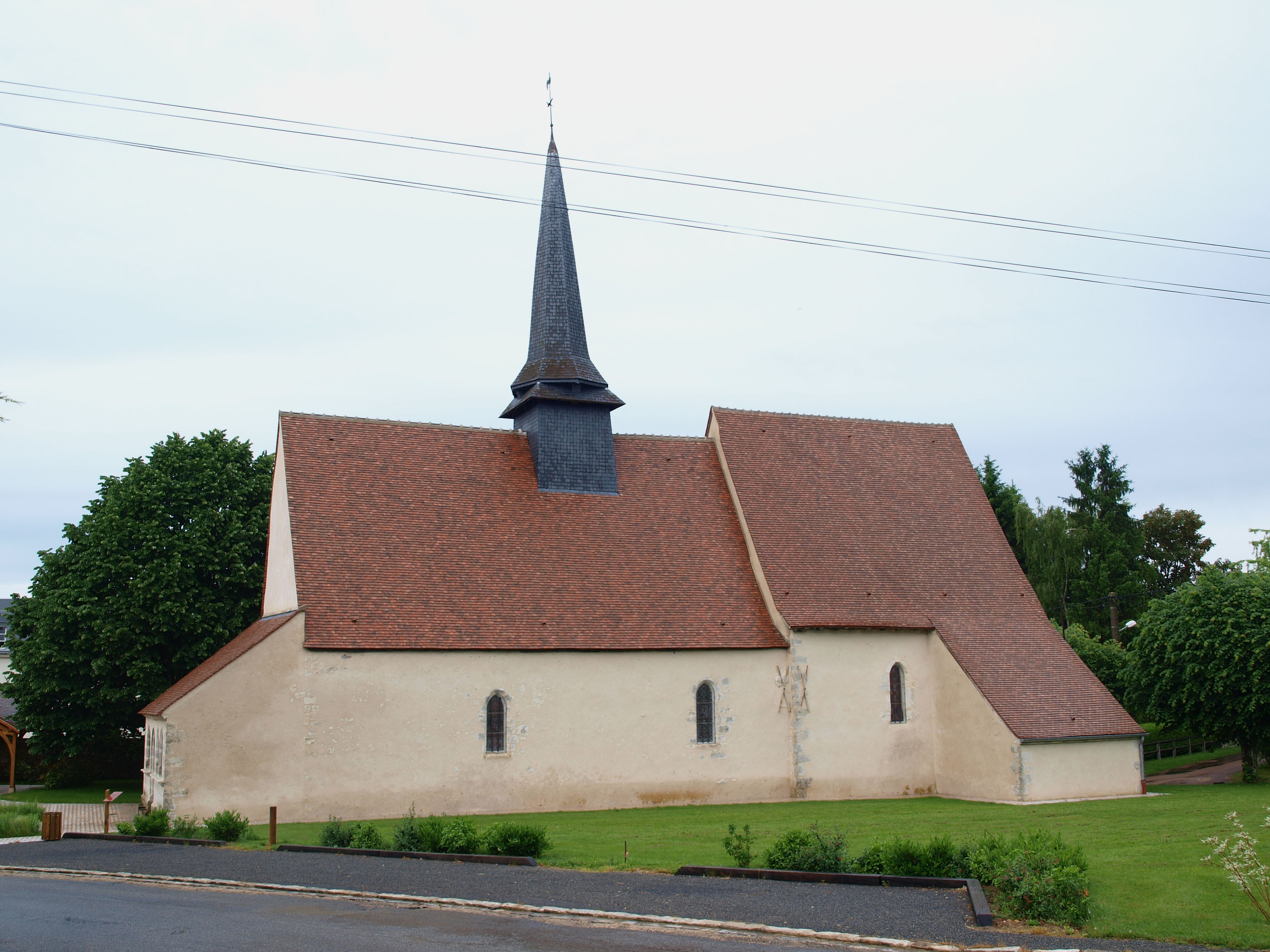
Kirche Saint-Martin
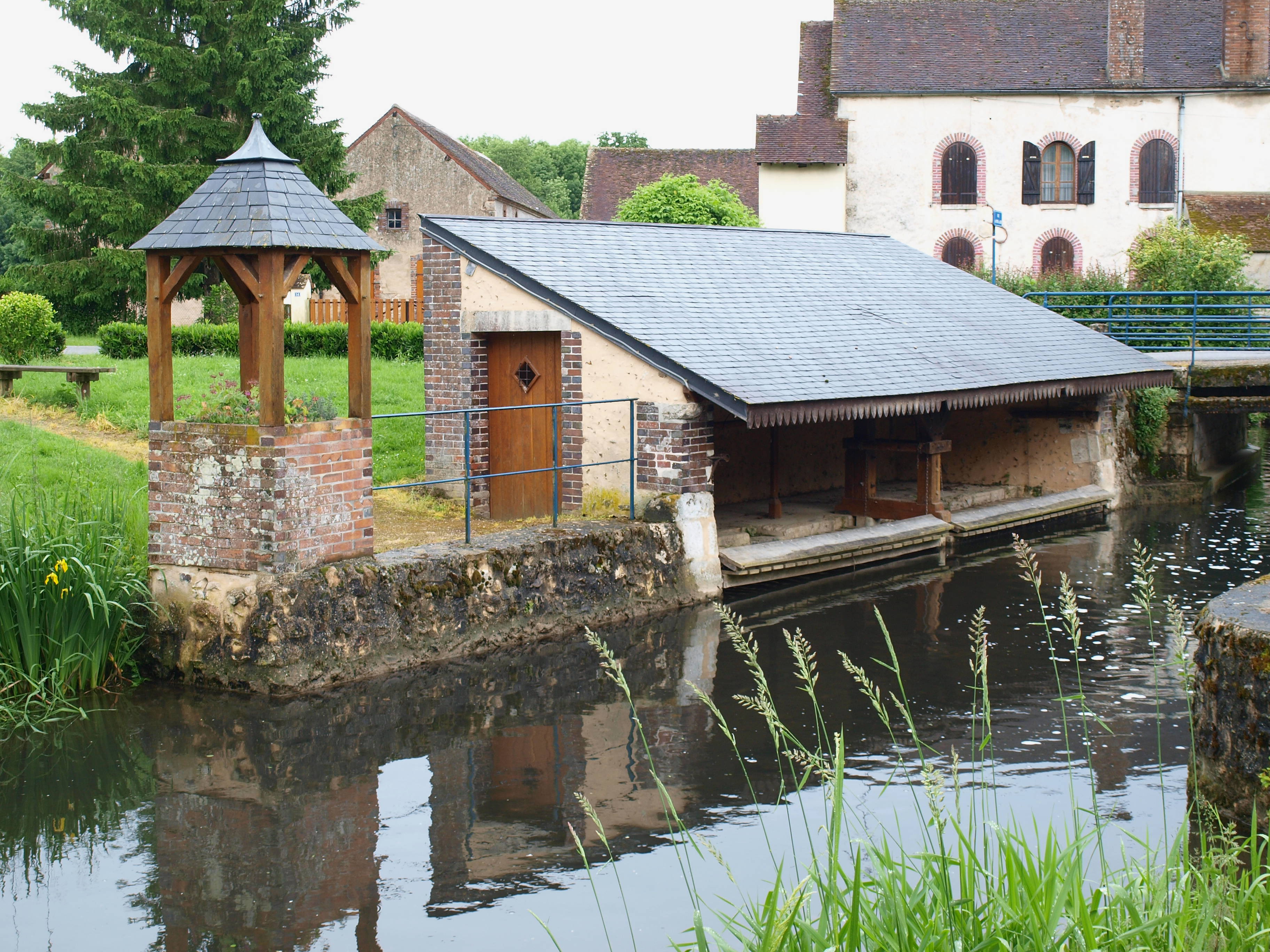
Lavoir
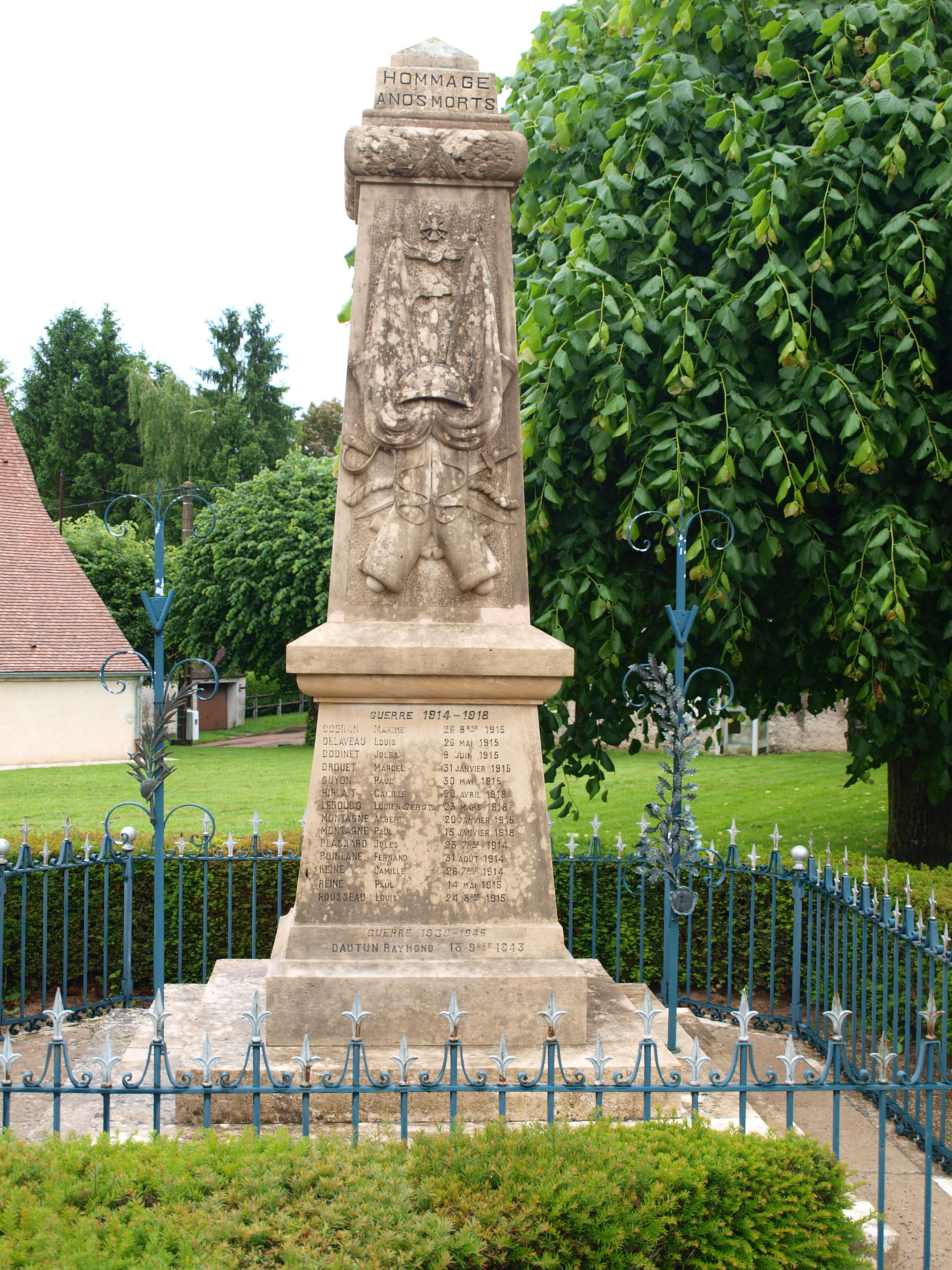
Gefallenendenkmal

- Lavoir an der Cléry

- Kirche Saint-Martin
- Lavoir
- Gefallenendenkmal

## Wirtschaft und Infrastruktur
In der Gemeinde Courtemaux sind elf Landwirtschaftsbetriebe ansässig (hauptsächlich Anbau von Getreide, Hülsenfrüchten und Ölsaaten).
Durch den Süden der Gemeinde Courtemaux führt die Autoroute A19 von Sens nach Pithiviers.

## Belege
1. ↑  Courtemaux auf cassini.ehess
2. ↑  Courtemaux auf INSEE
3. ↑  Landwirtschaftsbetriebe auf annuaire-mairie.fr (französisch)